# Park Narodowy Pendjari
Park Narodowy Pendjari (fr. Parc National de la Pendjari) – park narodowy w północnym Beninie, przy granicy z Burkina Faso (przylega do burkińskiego Parku Narodowego Arly). Został tworzony w 1961 roku, zajmuje powierzchnię 2755 km². W 1986 roku organizacja UNESCO włączyła park do rezerwatu biosfery o tej samej nazwie.
Obszar parku pokrywają sawanny, przepływa tędy też rzeka Oti. Żyją tu liczne stada lwów i słoni, a także hipopotamy, guźce i różnorodne gatunki małp.
W 2017 roku park został wpisany na listę światowego dziedzictwa UNESCO w ramach transgranicznego, wspólnego z Burkina Faso i Nigrem obiektu pod nazwą Zespół W-Arly-Pendjari, utworzonego przez rozszerzenie wcześniejszego obiektu Park Narodowy W zgłoszonego na listę przez Niger.